# Nick Woodman
Nicholas D. Woodman (nascimento 24 de junho de 1975) é um homem de negócios norte-americano. Woodman é o fundador e CEO da GoPro.

## Início da vida e educação
Woodman é filho de Concepcion (nome de solteira Socarras) e Dean Woodman. Seu pai nasceu em uma família Quaker e co-fundou o banco de investimentos Robertson Stephens; e sua mãe é de ascendência hispânica e se casou novamente com Irwin Federman, General Partner da U.S. Venture Partners em 1992. Woodman cresceu em Menlo Park, Califórnia e Atherton, Califórnia, frequentando a Menlo School, onde ele se formou em 1993. Ele ganhou um diploma de bacharel em artes visuais e um menor em escrita criativa da Universidade da Califórnia, San Diego em 1997.

## Filantropia
Em 2015, a Fundação Jill + Nicholas Woodman doou US$ 2,85 milhões para um centro de prevenção de abuso infantil em São Francisco e um centro comunitário em Montana por US$ 4 milhões em 2019. O valor total que a fundação desembolsou para outros projetos não foi divulgado.

## Vida pessoal
Woodman é casado com Jill R. Scully. Eles têm três filhos juntos, e vivem em Woodside, Califórnia. Woodman é conhecido como o "bilionário louco" devido ao seu comportamento não convencional e excentricidades. Woodman acredita fortemente em seguir as paixões de alguém como um caminho para o sucesso.
Em 2015, Woodman hospedou uma AMA no Reddit.